# Greffeil
Greffeil é uma comuna francesa na região administrativa de Occitânia, no departamento de Aude. Estende-se por uma área de 13,67 km². Em 2010 a comuna tinha 87 habitantes (densidade: 6,4 hab./km²).